# Sud-Ubangi
Pour les articles homonymes, voir Ubangi.
Le Sud-Ubangi est depuis 2015 une province de la république démocratique du Congo à la suite de l'éclatement de la province historique de l'Équateur. Il se situe sur la rivière Oubangui. Son chef-lieu est Gemena.

## Géographie
Située au nord-ouest du pays la province est limitrophe de deux préfectures centrafricaines, un département brazza-congolais, et de 3 provinces rd-congolaises.
| Bangui Lobaye | Ombella-M'Poko | Nord-Ubangi |
| Likouala      | Sud-Ubangi     | Mongala     |
|               | Équateur       |             |

## Administration
La province est constituée des deux villes Gemena, Zongo et de 4 territoires : 
| 4201 | Ville de Gemena       | Gemena  | 27     | 138 527 |
| 4202 | Territoire de Gemena  | Gemena  | 11 488 |         |
| 4203 | Territoire de Budjala | Budjala | 13 434 |         |
| 4204 | Territoire de Kungu   | Kungu   | 12 848 |         |
| 4205 | Territoire de Libenge | Libenge | 12 833 |         |
| 4206 | Ville de Zongo        | Zongo   | 495    | 79 581  |

## Environnement
Dans la Province du Sud-Ubangi il y a un climat de savane à hiver sec (Aw) selon la classification de Köppen-Geiger. Province du Sud-Ubangi est une zone avec des précipitations importantes. Même pendant le mois le plus sec, il pleut beaucoup. Sur l’année, la température moyenne à Province du Sud-Ubangi est de 25.7°C et les précipitations sont en moyenne de 975.9mm. 

## Population
La population de la province est constituée d'une mosaïque de peuples dont trois principaux sont les Ngbaka, Ngbandi et Mbanza (ou Mbandja).